# Martinianus
Martinianus (??–325) byl římský císař vládnoucí roku 324 jako spoluvládce východního císaře Licinia (308–324). Jeho původ a datum narození nejsou známy.
Panovníkem se stal Martinianus, jenž byl původně Liciniovým magistrem officiorum, krátce po bitvě u Adrianopole, v níž vojska západního císaře Konstantina I. porazila liciniovskou stranu. Měl za úkol střežit před nepřátelskými jednotkami Hellespont, byl však spolu s Liciniem poražen u Chrysopole, obléhán v Nikomédii a nakonec zajat. V kappadockém vyhnanství ho pak na Konstantinův rozkaz roku 325 zavraždili. Jeho vláda trvala jen několik měsíců, od července do září roku 324.